# دوري كرة القدم الغربي 1908–09
دوري كرة القدم الغربي 1908–09 (بالإنجليزية: 1908–09 Western Football League)‏ هو موسم من دوري كرة القدم الغربي ‏. فاز فيه نادي ميلوول.